# Občov
Občov (německy Obtschau) je obec v okrese Příbram ve Středočeském kraji, asi 5 km severovýchodně od Příbrami. Žije zde 212 obyvatel.

## Historie

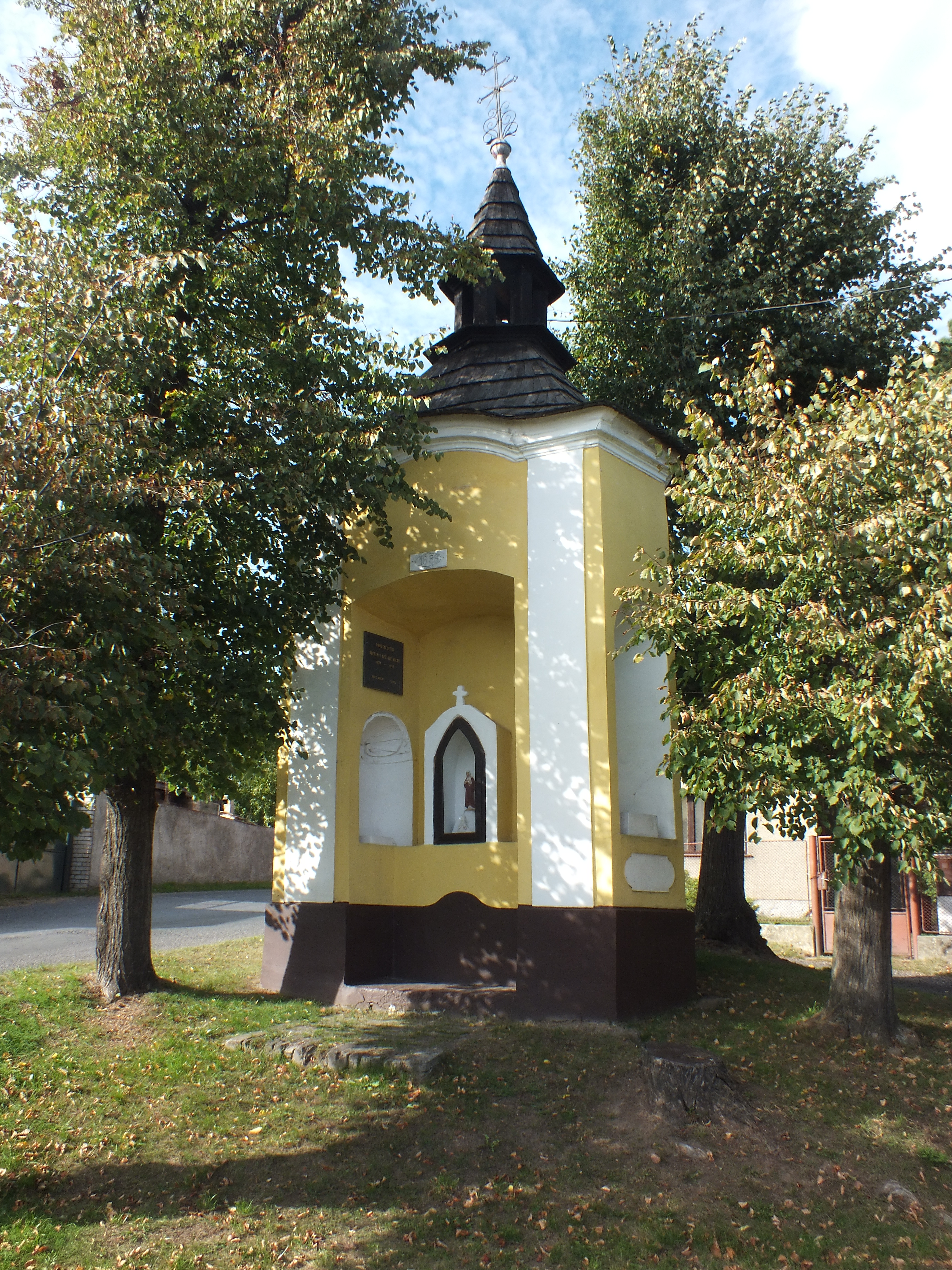
Kaple Panny Marie

První písemná zmínka o obci pochází z roku 1357.

## Obecní správa

### Části obce
- Občov (k. ú. Občov)

K obci patří také samota U Budských.
Sousedními obcemi sídla jsou Suchodol, Dubno a Dubenec.

### Územněsprávní začlenění
Dějiny územněsprávního začleňování zahrnují období od roku 1850 do současnosti. V chronologickém přehledu je uvedena územně administrativní příslušnost obce v roce, kdy ke změně došlo:
- 1850 země česká, kraj Praha, politický i soudní okres Příbram[4]
- 1855 země česká, kraj Praha, soudní okres Příbram
- 1868 země česká, politický i soudní okres Příbram
- 1939 země česká, Oberlandrat Tábor, politický i soudní okres Příbram[5]
- 1942 země česká, Oberlandrat Praha, politický i soudní okres Příbram[6]
- 1945 země česká, správní i soudní okres Příbram[7]
- 1949 Pražský kraj, okres Příbram[8]
- 1960 Středočeský kraj, okres Příbram
- 2003 Středočeský kraj, okres Příbram, obec s rozšířenou působností Příbram

## Pamětihodnosti
- Kaplička Panny Marie na návsi
- Sloup s obrazem Panny Marie Svatohorské

## Doprava

### Dopravní síť
Do obce vedou silnice III. třídy. Železniční trať ani stanice či zastávka na území obce nejsou.

### Autobusová doprava 2024
Autobusovou dopravu v obci Občov zajišťuje společnost Arriva Střední Čechy. Obec je součástí Pražské integrované dopravy (PID). V obci se nacházejí zastávky Občov a Občov,U Lesa. Autobusová linka 392 zajišťuje spojení z Prahy ze Smíchovského nádraží přes Voznici, Dobříš, Rosovice, Bukovou u Příbramě, Pičín, Kotenčice, Suchodol, Občov a končí v Příbrami.